# Wilhelm Walch
Wilhelm Walch (ur. 4 stycznia 1912 w Stuben, zm. 22 czerwca 1941) – austriacki i niemiecki narciarz alpejski, trzykrotny medalista mistrzostw świata.
Wziął udział w mistrzostwach świata w Innsbrucku w 1936 roku, gdzie zajął siódme miejsce w zjeździe, piąte w slalomie i ponownie siódme w kombinacji. Podczas rozgrywanych rok później mistrzostw świata w Chamonix w 1937 roku wywalczył srebrny medal w slalomie. Rozdzielił tam Francuza Émile'a Allaisa i Romana Wörndle z III Rzeszy. Dwa dni wcześniej był szesnasty w zjeździe, a w kombinacji był dziewiąty. Brał też udział w mistrzostwach świata w Zakopanem w 1939 roku, zdobywając dwa medale. Najpierw był czwarty w zjeździe, przegrywając walkę o podium z Karlem Molitorem ze Szwajcarii. Następnie był trzeci w slalomie, rozdzielając Josefa Jenneweina z III Rzeszy i Szwajcara Rudolfa Romingera. Ponadto był drugi w kombinacji, plasując się za Jenneweinem a przed Romingerem.
Jego brat - Emil Walch również był narciarzem alpejskim.

## Osiągnięcia

### Mistrzostwa świata
| Miejsce | Dzień     | Rok  | Miejscowość | Konkurencja | Czas biegu | Strata    | Zwycięzca          |
| ------- | --------- | ---- | ----------- | ----------- | ---------- | --------- | ------------------ |
| 7.      | 21 lutego | 1936 | Innsbruck   | Zjazd       | 4:29,8     | +29,2     | Rudolf Rominger    |
| 5.      | 22 lutego | 1936 | Innsbruck   | Slalom      | 2:18,1     | +9,7      | Rudolph Matt       |
| 7.      | 22 lutego | 1936 | Innsbruck   | Kombinacja  | 443,4 pkt  | +35,9 pkt | Rudolf Rominger    |
| 16.     | 13 lutego | 1937 | Chamonix    | Zjazd       | 4:03,4     | +39,6     | Émile Allais       |
| 2.      | 15 lutego | 1937 | Chamonix    | Slalom      | 2:10,8     | +0,6      | Émile Allais       |
| 9.      | 15 lutego | 1937 | Chamonix    | Kombinacja  | 400,4 pkt  | +40,2 pkt | Émile Allais       |
| 4.      | 12 lutego | 1939 | Zakopane    | Zjazd       | 3:26,88    | +3,43     | Hellmut Lantschner |
| 3.      | 14 lutego | 1939 | Zakopane    | Slalom      | 2:01,6     | +7,2      | Rudolf Rominger    |
| 2.      | 14 lutego | 1939 | Zakopane    | Kombinacja  | 345,8 pkt  | +6,2 pkt  | Josef Jennewein    |